# 100 stvari koje treba uraditi pre srednje škole
100 stvari koje treba uraditi pre srednje škole (engl. 100 Things to Do Before High School) je američki dečiji sitkom koji se emituje na Nikelodionu i koji je kreiran od strane Skota Felousa. U glavnim ulogama su: Izabela Moner, Džahim Tumbs, Oven Džojner i Džek De Sena. Srpsku sinhronizaciju je producirao studio Gold-Net za srpsku verziju kanala Nikelodion (CIE). Od 17. aprila 2017. emituje se na kanalu RTS 2, a od 17. aprila 2018. emituje se i na kanalu Vavoom.

## Radnja
Tri najbolja prijatelja iz detinjstva počinju zadatak da izvuku najbolje iz svoje poslednje dve godine osnovne škole tako što prave listu od 100 stvari koje treba da urade pre polaska u srednju školu. Zajedno sa listom i uz pomoć školskog pedagoga, oni prolaze kroz uspone i padove osnovne škole.

## Likovi

### Glavni
- Si-Džej Martin (Izabela Moner) je optimistična 12-godišnjakinja koja veruje da će godine u srednjoj školi biti najbolje godine u njenim i životima njenih prijatelja sve dok joj brat ne kaže istinu: da će izgubiti sve prijatelje pre srednje škole zato što svako od njih voli drugačije stvari. Da bi to sprečila, ona je napravila listu stvari koje treba uraditi pre srednje škole. Ona je najpametnija učenica u celoj školi.
- Fenvik Frejžer (Džahim King Tumbs) je sedmak koji je postao Si-Džejin prvi prijatelj u zabavištu. On umišlja da je najpametniji učenik u celoj školi i često se dešava da odbija Si-Džejine ideje. Ipak, on je veran i sklon avanturi.
- Kristijan "Krispo" Pauers (Oven Džojner) je 12-godišnji dečak koji je obećao da će biti Si-Džejin prijatelj nakon što ga je spasila od gušenja sa plišanim konjem u zabavištu. U šestom razredu, imao je lošu frizuru i nosio protezu u boji, ali ju je skinuo pre dešavanja u prvoj epizodi. Postao je najlepši dečak u celoj školi, što je dovelo do toga da najpopularnija devojčica u školi konstantno pokušava da dobije njegovu pažnju, što postaje šala tokom serije. Sve u svemu, on je takođe veran iako nema baš puno zdravog razuma, njegovo srce je na pravom mestu i on samo želi da se što više zabavi sa svojim prijateljima.
- Džek Roberts (Džek De Sena) je školski pedagog,[1] koji često pomaže triju sa njihovom listom i daje im savete. On često nađe neke propuste koji mogu da pomognu Si-Džej.

### Sporedni
- Ronbi Martin (Maks Erih) je Si-Džejin stariji brat, koji ide u srednju školu. On joj je rekao istinu o srednjoj školi i često se može videti kako uči.
- Gospođa Martin (Stefani Eskajeda) je Si-Džejina i Ronbijeva mama.
- Gospodin Martin (Henri Ditman) je Si-Džejin i Ronbijev tata.
- Direktorka Hejder (Lisa Arč) je nova direktorka škole koja je dobila posao pre dešavanja u prvoj epizodi.
- Mindi Majnus (Brejdi Rwejter) je najpopularnija devojčica u školi koja je u istom razredu kao i Si-Džej, Fenvik i Krispo. Ona često planira načine kako da joj Krispo bude dečko, ali uvek joj propadnu. Ona je razmažena, uobražena, bezobrazna i voli da kontroliše druge ljude.
- Henri Slinko (Kristofer Najman) je školski nastavnik nauke.[2]
- Gospodin Bord (Radživ Agervil) je školski nastavnik istorije. Njegov glas je monoton i uvek ima prazan izraz lica.

## Uloge
| Uloga             | Glumac           | Srpski glas |
| ----------------- | ---------------- | --- |
| Si-Džej Martin    | Izabela Mersed   | Jovana Čurović |
| Fenvik Frejžer    | Džahim Tums      | Ognjen Mićović |
| Krispo Pauers     | Oven Džojner     | Nikola Todorović |
| Džek Roberts      | Džek de Sena     | Slobodan Stefanović |
| Ronbi Martin      | Maks Erič        | Nemanja Živković (govor) Vladan Slijepčević (pevanje) |
| Direktorka Hejder | Lisa Arč         | Marijana Živanović |
| Mindi Majnus      | Brejdi Rajter    | Marina Kaucki |
| Gđa Martin        | Stefani Eskajeda | Vesna Šašić |
| G. M Martin       | Henri Ditman     | Miloš Đuričić |
| Ostale uloge      |                  | Mariana Aranđelović Miloš Dašić Ana Korać Ana Mandić Milena Moravčević Marko Marković Valentina Pavličić Sanja Popović Mihaela Stamenković Bojan Hlišć Jovana Čurović |

## Epizode
| Sezona | Sezona | Epizode | Premijerno prikazivanje (SAD) | Premijerno prikazivanje (SAD) | Premijerno prikazivanje (SRB, CG, BIH, BJRM) | Premijerno prikazivanje (SRB, CG, BIH, BJRM) |
| Sezona | Sezona | Epizode | Prva epizoda                  | Poslednja epizoda             | Prva epizoda                                 | Poslednja epizoda                            |
| ------ | ------ | ------- | ----------------------------- | ----------------------------- | -------------------------------------------- | -------------------------------------------- |
|        | 1      | 26      | 11. novembar 2014.            | 27. februar 2016.             | 16. mart 2016.                               | 30. oktobar 2016.                            |

## Proizvodnja
Serija je prvi put emitovana 11. novembra 2014. godine sa sat vremena dugom pilot epizodom. Serija je počela regularno da se emituje 6. juna 2015. godine sa trećom epizodom, nakon sto je druga epizoda emitovana 30. maja 2015. godine kao ekskluzivna premijera. Prva sezona ima 25 epizoda.

## Emitovanje
100 stvari koje treba uraditi pre srednje skole je premijerno prikazano u Australiji i na Novom Zelandu 29. avgusta 2015. godine, a u Ujedinjenom Kraljevstvu 28. septembra 2015. godine. Serija je premijerno prikazana na YTV-u u Kanadi 8. oktobra 2015. godine. U Srbiji je premijerno emitovana od 21. marta 2016. godine na srpskoj verziji kanala Nikelodion, sinhronizovana na srpski jezik. Sinhronizaciju je producirao studio Gold Digi Net. Ova sinhronizacija se emituje od 17. aprila 2017. na RTS 2 i od 17. aprila 2018. na kanalu Vavoom.